# ジェフリー・ハーリングス
ジェフリー・ハーリングス（Jeffrey Herlings、1994年9月12日 - ) は、オランダのモトクロスライダー。日本語ではヘーリングスとも表記される。
レッドブルKTMファクトリーチーム所属。モトクロス世界選手権では2度のMXGPを含む通算6度の世界タイトルを獲得し、2023年にはステファン・エバーツの通算イベント優勝記録（101回）を破った。ニックネームは “The Bullet”（弾丸）。

## 経歴
キッズ時代は2002年のオランダ国内アマチュア選手権65ccクラスでの優勝を皮切りに、数々の65ccと85ccの国際タイトルを獲得。この頃から特にサンドでのパフォーマンスの高さを評価されていた。
2009年にMX2（250cc）にステップアップし、ヨーロッパ選手権で2位、オランダ選手権で3位を獲得すると、翌年からはレッドブルKTM・ファクトリーチームの一員として、モトクロス世界選手権に参戦。モトクロス世界選手権では、2012年・2013年と2年連続でMX2タイトルを獲得。その後度重なる怪我によりタイトルを遠ざかるも、2016年には鎖骨骨折による3ラウンド欠場をものともせず、再びMX2王座に返り咲く。
2017年からはMXGP（450cc）にステップアップ。参戦初年こそアントニオ・カイローリに次ぐランキング2位に終わるも、2018年には参戦19戦中、総合優勝17回と他を圧倒、最高峰クラス初タイトルを手中に収める。この年はアメリカのAMAモトクロス最終戦アイアンマンにもスポット参戦、両ヒート優勝を成し遂げている。
2019年は怪我によりシーズンのほとんどを欠場したが、母国オランダで開催されたモトクロス・オブ・ネイションズには代表チームの一員として参戦。オランダの初優勝に貢献した。

## 戦歴
- 2002 Dutch Champion 65cc Amateur federation.
- 2003 Dutch Champion 65cc Amateur federation
- 2004 Dutch Champion 65cc KNMV
- 2004 3rd European Championship 65cc
- 2005 Dutch Champion 85cc Small wheels KNMV
- 2006 4th Dutch Open Championship 85cc Big Wheels
- 2006 2nd International Youth weekend at Heerde
- 2007 2nd Dutch Championship 85cc Big Wheels
- 2007 4th European Championship 85cc Big Wheels
- 2007 6th World Championship 85cc Big Wheels
- 2008 Dutch Champion 85cc
- 2008 European Champion 85cc
- 2008 World Champion 85cc
- 2008 German Champion 85cc
- 2009 2nd European Championship MX2
- 2009 3rd Dutch Open Championship MX2
- 2010 6th World Championship MX2 (2 GP wins, 6 podiums)
- 2010 2nd Dutch Open Championship MX2
- 2011 2nd World Championship MX2 (5 GP wins, 11 podiums)
- 2011 Dutch Open Champion MX2
- 2012 World Champion MX2 (9 GP wins, 13 podiums)
- 2012 Dutch Open Champion MX2
- 2013 World Champion MX2 (15 GP wins, 15 podiums)
- 2013 Dutch Open Champion MX2
- 2014 2nd World Championship MX2 (12 GP wins, 12 podiums)
- 2014 4th Dutch Open Championship MX2
- 2015 7th World Championship MX2 (4 GP wins, 8 podiums)
- 2016 World Champion MX2 (14 GP wins, 15 podiums)
- 2017 2nd World Championship MXGP (6 GP wins, 11 podiums)
- 2018 World Champion MXGP (17 GP wins, 19 podiums)
- 2019 19th World Championship MXGP (2 GP wins, 2 podiums)

- 2019 MxoN Champions Team Netherlands